# Дати, Джеймс
Джеймс Ливингстон Дати (англ. James Livingstone Duthie, 27 октября 1957) — британский хоккеист (хоккей на траве), полевой игрок. Бронзовый призёр летних Олимпийских игр 1984 года.

## Биография
Джеймс Дати родился 27 октября 1957 года.
Играл в хоккей на траве за «Саутгейт» из Лондона.
В 1984 году вошёл в состав сборной Великобритании по хоккею на траве на летних Олимпийских играх в Лос-Анджелесе и завоевал бронзовую медаль. Играл в поле, провёл 7 матчей, забил 1 мяч в ворота сборной Канады.